# أسماك عظائية وأشباهها
الأسماك العظائية وأشباهها (الاسم العلمي: Aulopa) هي فوق رتبة من الأسماك تتبع تحت طائفة الأسماك الشعاعية الزعانف من طائفة شعاعيات الزعانف.

## التصنيف
- المزماريات
  - الأسماك العملاقة الذيل وأشباهها
    - أسماك عملاقة الذيل
    - أسماك عظاءات الأعماق